# Taboo (歌手)
海梅·路易斯·戈麦斯（英語：Jaime Luis Gómez，1975年7月14日—）艺名为Taboo，是一位美国歌手，演员和饒舌歌手，流行音乐团体黑眼豆豆的成员。

## 个人生活
Taboo出生于美国加利福尼亚州洛杉矶博伊尔高地。父亲是墨西哥裔美国人，母亲是墨西哥裔美国人和肖松尼本土美国人。2008年7月12日，他的33岁生日的前两天，Taboo和Jaymie Dizon在加利福尼亚州帕萨迪纳结婚。will.i.am和apl.de.ap担任伴郎。这对夫妻的第一个孩子Jimmy Jalen Gomez出生于2009年7月19日，第二个孩子Journey出生于2011年4月19日。他之前一段关系中还有一个儿子Joshua，出生于1993年10月13日。2006年因舞台意外以致尾龍骨骨折，卻因痊癒速度緩慢而令背傷加劇。Taboo 在2014年7月再次入院檢查後被確診為第二期睪丸癌。2015年下旬完全康復。2016年11月創作《The Fight》，以回顧他的抗癌事蹟。

## 专辑列表

### 大碟
- Behind the Front（1998年）

美国排行榜第129位。
- Bridging the Gap（2000年）

美国排行榜第67位，澳大利亚排行榜第37位。
- Elephunk（2003年）

美国排行榜第14位，英国第3位，澳大利亚第1位。美国唱片工业协会（RIAA）：双白金唱片。加拿大唱片工业协会（CRIA）：七重白金唱片。全球销量超过七百万张。
- Monkey Business（2005年）

美国排行榜第2位，英国第4位，加拿大第1位，澳大利亚第1位。美国唱片工业协会（RIAA）：三重白金唱片。加拿大唱片工业协会（CRIA）：六重白金唱片。全球销量超过八百八十万张。
- The E.N.D.（2009年）

美国排行榜第1位，英国第3位，加拿大第1位，澳大利亚第1位。專輯兩張單曲更霸佔告示牌單曲榜冠軍二十六週。
- The Beginning（2010年）

### EP
- Renegotiations: The Remixes（2006年）

### 葛萊美獎获奖记录
- 最佳饶舌双人组或团体演出

## 全美音樂大獎
- 最受歡迎流行/搖滾組合
- 最受歡迎Soul/R&B組合